# بنگلز
د بَنگِلز (به انگلیسی: The Bangles) یک گروه پاپ/راک آمریکایی است که در سال ۱۹۸۱ در لس‌آنجلس پایه‌گذاری شد.
اعضای بنیان‌گذار گروه سوزانا هافس (گیتار)، ویکی پترسون (گیتار)، دبی پترسون (درامز)، انت زیلینسکاس (گیتارباس) هستند که همگی در بخش‌های آوازی ترانه‌ها هم مشارکت دارند. زیلینسکاس در سال ۱۹۸۳ بنگلز را ترک کرد و میکل استیل جایگزین او شد.
آلبوم All Over the Place که در سال ۱۹۸۴ منتشر شد در زمان انتشارش در ایالات متحده تا ردهٔ ۸۰ بیلبورد ۲۰۰ صعود کرد و باعث شد اعضای بنگلز به ستاره‌های مطرح موسیقی تبدیل شوند.
فعالیت گروه از سال ۱۹۸۹ به‌خاطر اختلاف سلیقه‌های معمول و مشغول بودن اعضا با پروژه‌های شخصی‌شان متوقف شد و بیش از ۱۰ سال طول کشید تا اعضای بنگلز دوباره گردهم آمدند.

## آلبوم‌های استودیویی
| نام آلبوم             | سال انتشار |
| --------------------- | ---------- |
| ۱. All Over the Place | ۱۹۸۴       |
| ۲. Different Light    | ۱۹۸۶       |
| ۳. Everything         | ۱۹۸۸       |
| ۴. Doll Revolution    | ۲۰۰۳       |